# Страдино
Страдино (Строгдино, Страдинское) — озеро в Кардымовском районе Смоленской области России. Расположено в 1 км южнее д. Соловьёво (Соловьёвское сельское поселение). Является старицей р. Днепр (имеется связь через пересыхающий ручей). Урез воды — 170 м. Длина — 470 м, ширина — 30 м. Наибольшая глубина — 3 м. По краям озеро зарастает водной растительностью. Место обитания головоногих моллюсков, пиявок и водяных клопов.